# Roman Friedli
Roman Friedli (Katmandu, 13 marzo 1979) è un ex calciatore svizzero, di ruolo centrocampista.

## Carriera

### Club
Ha giocato nella prima divisione svizzera.

### Nazionale
Ha partecipato agli Europei Under-21 del 2002.